# Avril 1947

## Évènements
- 1er avril :
  - création du Groupe technique de Cannes (GTC);
  - création de la compagnie aérienne yougoslave Jugoslovenski AeroTransport (JAT) qui deviendra Jat Airways.
- 4 avril : création à Montréal de Organisation de l'aviation civile internationale.
- 7 avril :
  - France : 
    - discours de Strasbourg. Le général Charles de Gaulle annonce la création du Rassemblement du peuple français (RPF), qu’il présidera (14 avril).
    - Grand Prix de Pau.

  - Maroc : massacre de civils marocains de la classe ouvrière à Casablanca, commis par des tirailleurs sénégalais au service de l'Empire colonial français.
- 17 avril : premier vol du Brochet MB-50 Pipistrelle.
- 21 avril : Grand Prix automobile de Rio de Janeiro.
- 24 avril, France : pour faire face à la disette de blé due aux gelées, le gouvernement ramène de 300 à 250 grammes la ration quotidienne de pain.
- 25 avril, France : début de la grève des usines Renault (fin le 19 mai).
- 27 avril, France : 
  - le MRP s’oppose à l’adhésion de ses membres au RPF.
  - Grand Prix automobile du Roussillon.

## Naissances
- 1er avril, 
  - Gino De Dominicis, peintre, sculpteur, philosophe et architecte italien († 29 novembre 1998).
  - Ingrid Steeger, actrice allemande († 22 décembre 2023).
- 2 avril : Helia Molina, médecin et femme politique chilienne.
- 3 avril : 
  - Giuseppe Penone, artiste contemporain italien.
  - Rabbie Namaliu, Homme d'État papou-néo-guinéen († 31 mars 2023).
- 4 avril : Jacques Frantz, acteur français († 17 mars 2021).
- 5 avril : Gloria Macapagal-Arroyo, femme politique philippine, présidente des Philippines.
- 7 avril : Michèle Torr, chanteuse française.
- 8 avril : Pascal Lamy, homme politique français, ancien commissaire européen, directeur de l'Organisation mondiale du commerce.
- 10 avril : 
  - Daniel Bilalian, journaliste français († 14 mai 2025).
  - Bunny Wailer, auteur-compositeur-interprète jamaïcain († 2 mars 2021).
- 12 avril : Tom Clancy, romancier américain († 1er octobre 2013).
- 13 avril :
  - Agostina Belli (Agostina Maria Magnoni), actrice italienne.
  - Robert Maggiori, philosophe, éditeur, traducteur et journaliste français d'origine italienne.
- 15 avril : Woolly Wolstenholme, musicien britannique, fondateur du groupe BJH († 13 décembre 2010).
- 18 avril : Guy Goffette, écrivain belge († 28 mars 2024).
- 21 avril : Iggy Pop, chanteur américain.
- 22 avril : 
  - Pierre-Marie Carré, évêque catholique français, archevêque d'Albi.
  - Goran Paskaljević, réalisateur et scénariste Serbe  († 25 septembre 2020).
- 23 avril : Michel Leeb, humoriste, acteur et chanteur français.
- 24 avril : 
  - Claude Dubois, chanteur québécois.
  - Josep Borrell, homme politique espagnol, représentant de l'UE pour les affaires étrangères, ancien député européen.
- 25 avril : 
  - Mike Brant (Moshé Michaël Brand), chanteur israélien († 25 avril 1975).
  - Marylise Lebranchu, femme politique française, ancien ministre.
- 27 avril : « Palomo Linares » (Sebastián Palomo Martínez), matador espagnol.
- 28 avril : Christian Jacq, écrivain et égyptologue français.
- 29 avril : 
  - André Wilms, acteur et metteur en scène français († 9 février 2022).
  - Olavo de Carvalho, philosophe brésilien († 24 janvier 2022).

## Décès
- 7 avril : Henry Ford, 84 ans, constructeur automobile américain (° 30 juillet 1863).
- 16 avril : Rudolf Höß, 47 ans, allemand, ancien commandant nazi du camp d'Auschwitz-Birkenau (° 25 novembre 1900).
- 20 avril : Christian X de Danemark, 76 ans, roi du Danemark et d'Islande (° 26 septembre 1870).